# 1693 au Canada
Pour un article plus général, voir Chronologie du Canada.
Cet article traite des événements qui se sont produits durant l'année 1693 au Canada.

## Événements

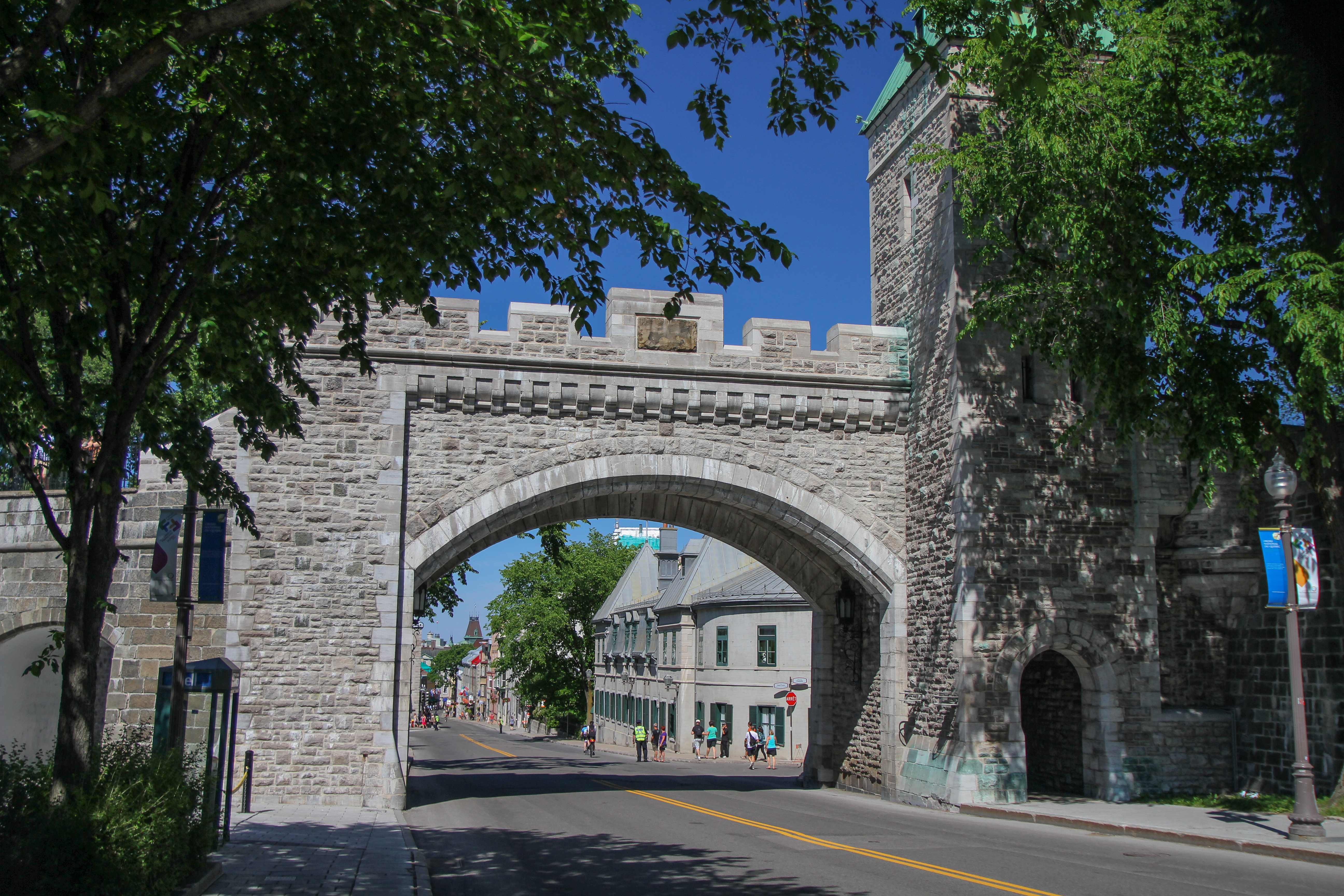
Porte Saint-Louis et rue Saint-Louis, Québec

- Construction des Fortifications de Québec selon les plans élaborés par Josué Dubois Berthelot de Beaucours. Construction des Portes Saint-Jean et Saint-Louis.
- Bataille de Fort Albany (1693). Les Anglais reprennent aux Français ce fort de la baie d'Hudson.
- Mise en service du navire Le Pélican qui sera utilisé par Pierre Le Moyne d'Iberville.

## Naissances
- 29 décembre : Pierre Céloron de Blainville, militaire et explorateur († 14 avril 1759).